# Tường Phù, Khai Phong
Tường Phù (chữ Hán giản thể: 祥符区, âm Hán Việt: Tường Phù khu) là một khu thuộc địa cấp thị Khai Phong, tỉnh Hà Nam, Cộng hòa Nhân dân Trung Hoa. Khu Tường Phù giáp Hoàng Hà về phía bắc. Trung tâm hành chính đóng tại trấn Thành Quan. Khu Tường Phù được chia thành 6 trấn và 9 hương.
- Trấn: Thành Quan, Châu Tiên, Trần Lưu, Bát Lý Loan, Cừu Lâu và Khúc Hưng.
- Hương: La Vương, Bán Pha Điếm, Tây Khương Trại, Hưng Long, Lưu Điếm, Viên Phường, Phạm Thôn, Đỗ Lương và Vạn Hưng.

Trước năm 2014 là huyện Khai Phong cũ.